# Підводні човни типу «Скейт»
| ПЧА типу «Скейт»           | ПЧА типу «Скейт»                                          | ПЧА типу «Скейт»                                          |
| -------------------------- | --------------------------------------------------------- | --------------------------------------------------------- |
|                            |                                                           |                                                           |
|                            |                                                           |                                                           |
| Човен «Скейт» (SSN-578)    |                                                           |                                                           |
| Під прапором               | США                                                       | США                                                       |
| Спуск на воду              | 1957—1958 рр (4 човнів)                                   | 1957—1958 рр (4 човнів)                                   |
| Виведений зі складу флоту  | 1984—1989 рр.                                             | 1984—1989 рр.                                             |
| Проєкт                     |                                                           |                                                           |
| Тип ПЧ                     | Підводні човни атомні торпедні (ПЧАТ)                     | Підводні човни атомні торпедні (ПЧАТ)                     |
| Класифікація НАТО          | Skate class                                               | Skate class                                               |
| Основні характеристики     |                                                           |                                                           |
| Швидкість (надводна)       | 15 вузлів (27 км/год)                                     | 15 вузлів (27 км/год)                                     |
| Швидкість (підводна)       | 20 вузлів (37 км/год)                                     | 20 вузлів (37 км/год)                                     |
| Робоча глибина занурення   | 210 м                                                     | 210 м                                                     |
| Гранична глибина занурення | 250 м                                                     | 250 м                                                     |
| Автономність плавання      | ? діб                                                     | ? діб                                                     |
| Екіпаж                     | 84 особи                                                  | 84 особи                                                  |
| Розміри                    |                                                           |                                                           |
| Довжина найбільша (по КВЛ) | 81,6 м                                                    | 81,6 м                                                    |
| Ширина корпусу найб.       | 7,6 м                                                     | 7,6 м                                                     |
| Середня осадка (по КВЛ)    | 6,5 м                                                     | 6,5 м                                                     |
| Водотоннажність надводна   | 2360 т                                                    | 2360 т                                                    |
| Озброєння                  |                                                           |                                                           |
| Торпедно- мінне озброєння  | 6 ТА носових і 2 ТА кормових калібру 550-мм. (24 торпеди) | 6 ТА носових і 2 ТА кормових калібру 550-мм. (24 торпеди) |
| Зображення на Вікісховищі  |                                                           |                                                           |

Підводні човни типу «Скейт» (Skate) — тип багатоцільового атомного підводного човна ВМС США. З 1957 по 1958 ріках на верфях фірми GDEB, MINS і PNS (2 човни) було побудовано 4 підводні човни типу «Скейт». Човни проєкту стали першими серійними атомними підводними човнами (АПЧ) США.

## Історія
В 11:00 17 січня 1955 року перший у світі атомний підводний човен «Наутілус» вперше вийшов у море і відправив в ефір історичне повідомлення: «Underway on nuclear power» («Йдемо на атомній енергії»), чим сповістив про початок ери атомних підводних човнів. Через півроку було розпочато створення першого американського серійного проєкту атомного підводного човна типу «Скейт». У всьому, окрім енергетичної установки, цей тип ПЧА базувався на проєкті післявоєнних дизель-електричних підводних човнів «Тенг», які, в свою чергу, створювалися з урахуванням досвіду Другої світової війни і з акцентом на збільшення швидкості підводного ходу. Човни типу «Скейт» є одними з найменших бойових атомних субмарин за всю історію підводного кораблебудування, поступаючись за розмірами тільки французьким човнам типу «Рубі».
Два човни були замовлені 18 липня 1955 року. Будівництво першого човна було розпочато 21 липня, другий човен і ще два човни замовили 29 вересня 1955 року, а були закладені в 1956 році. У 1957-58 роках всі вони були спущені на воду, а з 1959 року усі вже знаходилися в складі флоту. Будівництвом займалися верфі Electric Boat (головний човен), Portsmouth Naval Shipyard і Mare Island Naval Shipyard.

## Сучасний статус
Усі човни типу виведені зі складу флоту й утилізовані

## Представники
| Назва      | Завод. № | Закладний      | Спущений на воду | Переданий флоту | Виведений з флоту | Сучасний стан |
| ---------- | -------- | -------------- | ---------------- | --------------- | ----------------- | ------------- |
| «Скейт»    | GDEB     | 21 липня 1955  | 16 травня 1957   | 23 грудня 1957  | 12 вересня 1986   | утилізований  |
| «Сордфіш»  | PNS      | 25 січня 1956  | 27 серпня 1957   | 15 вересня 1958 | 2 червня 1989     | утилізований  |
| «Сарго»    | MINS     | 21 лютого 1956 | 10 жовтня 1957   | 1 жовтня 1958   | 21 квітня 1988    | утилізований  |
| «Сідрагон» | PNS      | 20 червня 1956 | 16 серпня 1958   | 5 грудня 1959   | 12 червня 1984    | утилізований  |